# Sonja Porle
Sonja Porle, slovenska pedagoginja in pisateljica * 15. januar 1960, Prebold.

## Življenje
Leta 1983 je prvič obiskala Afriko, kamor se je vračala, dalj časa pa je tam tudi živela. Živela je v Oxfordu v Združenem kraljestvu. Danes živi in ustvarja v Škofji Loki. 

## Delo
Objavila je članke v zvezi z afriškim življenjem in glasbo, mdr. je opravila pogovor z vrhunskim afriškim glasbenikom Ali Farko. V Sloveniji je organizirala tudi knjižne in druge razstave o Afriki (Afrika pri nas doma, Srečna Afrika, Polmesec reke Niger).